# 北林肯郡
北林肯郡（英語：North Lincolnshire），英國英格蘭約克郡-亨伯林肯郡的Borough，英格蘭的單一管理區、人口159,000，面積846.31平方公里。行政總部位於斯肯索普（Scunthorpe），以南234（145英里）達英國首都倫敦（西敏宮），以南39（24英里）達林肯郡郡治林肯。
北林肯郡東臨北海，南與林肯郡的西林齊區相鄰，東南與東北林肯郡相鄰，西與南約克郡的羅瑟漢姆區相鄰，北與赫爾河畔京士頓和東約克郡相鄰。

## 地方沿革
1996年4月1日前，「北林肯郡」這名稱並不存在，以下以「北林肯地區」稱之。
《1888年地方政府法案》在1889年4月1日生效，北林肯地區納入林齊郡（Lindsey）最北部，北鄰約克郡。《1972年地方政府法案》在1974年4月1日生效，林齊郡被廢除，北林肯地區改歸亨伯賽德郡管理。亨伯賽德郡下轄9個非都市區（non-metropolitan district）。1992年成立的英格蘭地方政府委員會（Local Government Commission for England）建議廢除亨伯賽德郡，把其中3個非都市區─格蘭福德區（Glanford）、斯肯索普區、布斯弗里區（Boothferry）合併成全新的單一管理區「北林肯郡」，在1996年4月1日生效至今。1998年，北林肯郡獲Borough地位。
林肯郡既是非都市郡，又是名譽郡，而北林肯郡是單一管理區。如將林肯郡看待為非都市郡，北林肯郡不屬它的一部分；如將林肯郡看待為名譽郡，北林肯郡行政上仍屬它的一部分。

## 政治
2005年5月5日舉行2005年英國大選後，Ian Cawsey、Elliot Morley分別當選為北林肯郡議員，兩人同屬工黨。

## 交通
北林肯郡的公路共計長800英里，行人道共計長1,000英里，街燈有22,000枝。

## 地理

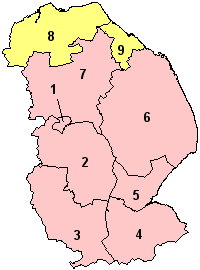
林肯郡行政區劃圖：
1. 林肯
2. 北凱斯蒂文區
3. 南凱斯蒂文區
4. 南霍蘭區
5. 波士頓區
6. 東林齊區
7. 西林齊區
8. 北林肯郡
9. 東北林肯郡

北林肯郡東臨北海，南與林肯郡的西林齊區相鄰，東南與東北林肯郡相鄰，西與南約克郡的羅瑟漢姆區相鄰，北與赫爾河畔京士頓和東約克郡相鄰。

### 附近城市
以下列出北林肯郡行政總部斯肯索普附近的大城市（方位以斯肯索普為量度點）：
| 城市           | 方位     | 距離（公里 / 英里） | 距離（公里 / 英里） | 備註               |
| -------------- | -------- | ------------------- | ------------------- | ------------------ |
| 倫敦（西敏宮） | 南       | 234 km              | 145 mi              | 英國首都           |
| 林肯           | 南       | 39 km               | 24 mi               | 林肯郡郡治         |
| 約克           | 西北     | 51 km               | 32 mi               | 位於北約克郡       |
| 列斯           | 西北     | 64 km               | 40 mi               | 位於西約克郡       |
| 谢菲尔德       | 西南     | 58 km               | 36 mi               | 位於南約克郡       |
| 唐卡斯特       | 西南偏西 | 32 km               | 20 mi               | 位於南約克郡       |
| 羅瑟代姆       | 西南     | 49 km               | 31 mi               | 位於南約克郡       |
| 格里姆斯比     | 東       | 38 km               | 24 mi               | 東北林肯郡行政總部 |

## 圖片集
|  |  |
|  |  |